# Atif Dudaković
Atif Dudaković, né le 2 décembre 1953 dans le village d'Orahova, près de Bosanska Gradiška, est un ancien général de l'Armée de la république de Bosnie-Herzégovine. Pendant la guerre de Bosnie, Dudaković commandait l'enclave de Bihać, encerclée et assiégée de 1991 à 1995, à la tête du 5e corps.  
Après la guerre, il est devenu commandant général de l'Armée de la fédération de Bosnie-Herzégovine.  

## Biographie
Dudaković a servi dans l'Armée populaire yougoslave (JNA) et a enseigné dans une école d'artillerie à Zadar et dans une académie militaire à Belgrade. 

### Accusations de crimes de guerre
En avril 2018, la police bosniaque a arrêté Atif Dudaković et douze autres personnes soupçonnées d'avoir commis des crimes contre l'humanité pendant la guerre en Bosnie. Tous appartenaient au 5e corps de l'armée bosniaque, qui, sous la direction de Dudaković, était responsable de la région de Bihać. Ils étaient soupçonnés d'avoir commis des atrocités contre des civils, notamment des Serbes de Bosnie et des Bosniaques, fidèles à d'autres dirigeants de Bosnie et prisonniers pendant la guerre. L'affaire à leur encontre reposait sur plus de cent entretiens avec des témoins, des séquences vidéo et des preuves d'exhumations. Les Bosniaques se sont rassemblés à Sarajevo et portaient une grande banderole portant l'inscription « Héros, pas criminels ! », pour leur exprimer leur soutien. Dudakovic et les autres sont accusés d'avoir tué plus de 300 civils et d'avoir détruit 38 églises orthodoxes serbes. En octobre 2018, Dudakovic a été officiellement inculpé de crimes contre l'humanité[réf. souhaitée].

## références
1. ↑   Ex-Bosnian army commander Atif Dudakovic arrested on war crimes charges
2. ↑  Supporters of war crimes suspect Atif Dudakovic rally in Sarajevo
3. ↑  Court Confirms Indictment of Bosniak General Dudakovic